# Сергеев, Валерий Николаевич (искусствовед)
Валерий Николаевич Сергеев (1 мая 1940 года — 29 апреля 2018 года) — искусствовед, филолог, писатель.

## Биография

### Детство и образование
Родился в Москве в 1940 г. Отец, юрист, Николай Федорович Сергеев, был репрессирован незадолго до рождения сына и в его воспитании участия не принимал. Его воспитала мать, Наталья Яковлевна Дмитриева, врач, и дед Яков Дорофеевич Дмитриев, бывший до революции богатым и именитым купцом, а после революции много за это претерпевший — его никуда не брали на работу, и он неоднократно арестовывался. В семье, несмотря на советский атеистический диктат, мальчика сумели воспитать в православной вере. Во многом благодаря деду он очень рано узнал и полюбил Священное Писание.
В 1957 году Сергеев поступил на филологический факультет МГУ, где начал заниматься древнерусской литературой. На талантливого студента обратил внимание крупнейший специалист в этой области академик Н. К. Гудзий. Именно Гудзий порекомендовал Сергеева по окончании МГУ в 1962 г. в молодой, тогда недавно открывшийся Музей древнерусского искусства имени Андрея Рублева, где начиналась работа по собиранию и изучению замечательной части наследия Древней Руси — её иконописи.

### Работа в Музее им. Андрея Рублева
Сергеев сразу стал участником, а затем и организатором отправлявшихся по России музейных экспедиций, целью которых были поиски и собирание древних икон. Это было насущным делом для молодого музея, в коллекции которого к тому времени было считанное количество древних памятников. Но кроме этой задачи, которая на официальном языке называлась «формирование музейных коллекций», перед экспедициями стояла и другая цель — буквальное, физическое спасение древних икон от уничтожения. Уничтожение икон началось сразу же после революции в связи с гонениями на Церковь, и только благодаря иногда поистине героическим усилиям музейных работников иконы удавалось спасти, включая их как произведения искусства или памятники истории в музейные коллекции. После небольшой военной и послевоенной передышки гонения с огромной силой возобновились в конце 50-х — 60-х годах. Эти так называемые «хрущевские гонения» на Церковь обрекли на закрытие и погром многие храмы, в связи с чем было обречено на гибель множество икон, в том числе и древних, и молодой музей своими экспедициями включился в дело по спасению икон.
Работа Сергеева в этих «спасательных» экспедициях 60-х годов, которые направляли в Калининскую (Тверскую), Владимирскую, Московскую области, была чрезвычайно удачной. Страстное желание найти, обрести, спасти памятники древнего искусства побуждало его тщательно изучать географию тех мест, как правило, очень глухих, где должны были проходить поиски, собирать самые подробные исторические сведения о всех существующих или существовавших здесь когда-либо церквях, часовнях и погостах, о всех находившихся в них иконах. Это желание помогало весело сносить тяжелую физическую нагрузку экспедиций, участники которых передвигались по глухомани главным образом пешком. Оно же помогало находить общий язык не только с местными жителями (от которых удавалось получать иногда поистине драгоценные сведения), но и с местным начальством, преодолевать те препоны, которые в силу невежества или амбиций создавало оно для работ экспедиций.
Спасённые Сергеевым иконы, найденные им в закрытых, заброшенных сельских церквях или часовнях, у сохранивших их вопреки всем невзгодам сельских жителей, не просто пополнили музейную коллекцию. Многие из них стали ее подлинными жемчужинами, заняли достойное место в истории древнерусского искусства: например, «Деисус» из села Чернокулово (кон. XV века), «Сошествие во ад» из Карельского сельца (1-я половина XVI в.), Дверь в жертвенник из села Семёновское (90-е гг. XVII в.).
Но кроме собирания и сохранения икон, молодого ученого привлекала и исследовательская деятельность. К ней побуждали, требуя своего осмысления, и сами найденные иконы. В этой деятельности Сергеев столкнулся с большими трудностями, связанными с состоянием тогдашней советской науки о древнерусском искусстве. Эта наука родилась совсем недавно, с «открытием» после веков забвения в начале XX столетия древней иконы как явления искусства. Но если иконы не только парадоксальным образом сохранялись, но даже реставрировались в официальных музеях атеистического государства, то по науке об иконах был нанесен сокрушительный удар. Если среди первых дореволюционных исследователей высказывалось мнение, что «в иконописи мы имеем красоту преимущественно смысловую» (Е. Трубецкой), то обращение к духовному смыслу иконы советским атеизмом было строго запрещено. И советские исследователи — кто конъюнктурно, а кто и искренне — пытались заниматься иконой вне этого смысла.
Филологическая культура, прекрасное знание Библии, службы, апокрифов, житий, всего древнего христианского слова наряду с приобретенными им в музейной практике очень конкретными знаниями иконописи помогли Сергееву вступить на свой путь, сделать первый, как оказалось, очень важный, шаг к постижению смысловой красоты иконы. Сергеев первым стал систематически заниматься надписями на иконах, не теми надписями, которыми занимались достаточно много, — вкладными, владельческими надписями, содержащими имя художника и дату создания иконы. А теми, которые существуют на самой иконе: располагаясь на страницах раскрытых Евангелий, которые держит в руках Христос, на свитках пророков и праотцев; на надписях, обозначающих клейма жития: на пояснительных надписях, изредка располагающихся на полях икон.
Разбор этих надписей был делом далеко не простым, для их расшифровки потребовались не только знания, но и исследовательские способности, своего рода научное остроумие. Надписи далеко не всегда являются прямой законченной цитатой, извлечённой из словесного источника. Очень часто они бывают цитатой из него кратчайшей, состоящей из нескольких слов, а иногда представляют собой сложную контаминацию из цитат, почерпнутых из разных источников. Собранный и исследованный огромный материал позволил Сергееву сделать вывод, что они представляют собой своеобразную программу живописи.
Но молодой ученый избежал соблазна в увлечении своим открытием считать надписи на древних иконах точным выражением их смысла. Он видел в них лишь возможность совершить первый шаг к этому смыслу, который в подлинной полноте выражает собственно живописный язык, созданная им красота. Он размышлял об этом языке, изучал его на примере множества самых разных икон.
Он по крупицам собирал всё, что можно было найти ценного об этом в трудах ученых, работавших вне советского атеистического диктата: в трудах русских дореволюционных учёных, в появившихся в Самиздате и начавших ходить по рукам произведениях Флоренского, в начавших изредка проникать сквозь железный занавес трудах ученых из среды русской эмиграции. Решающую помощь Сергеев обрёл в начавших попадать в СССР в изданиях Западноевропейского Экзархата РПЦ исследований величайшего иконолога XX века Леонида Александровича Успенского, в его главном труде «Богословие иконы Православной Церкви». Успенский, исследовав историю возникновения и развития иконописи в контексте истории христианства, в контексте древних церковных определений её смысла, её предназначения, сформулировал православный взгляд на этот смысл, на это предназначение.
Как показал Успенский, он заключается в том, что икона должна быть свидетельством свершившегося ради людского спасения воплощения, вочеловечения Бога.
Этот взгляд на икону попал у Сергеева на благодатную почву, он как бы собрал в фокус всё, что сам узнал, передумал об иконе, все его собственные наблюдения и открытия, в том числе открытия в области используемого в иконописи христианского слова.
Сергеев использовал его чрезвычайно творчески в своей конкретной исследовательской работе над иконописью. В каждой изученной иконе он открывал заключенную в ней с помощью самобытно используемого иконописного языка только ей присущую «смысловую красоту».

### Лекции
Как всякий исследователь, Сергеев хотел обнародовать свои открытия, хотя и понимал, что сделать это в обстановке государственного атеизма будет чрезвычайно трудно. В конце 60-х годов он оформил в виде диссертации свой труд по исследованию надписей на древних иконах, постаравшись придать ему сугубо литературоведческий характер. Он представил диссертацию в древнерусский отдел ИМЛИ им. Горького, где она была отвергнута с резолюцией «Это не литературоведение, а богословие». Такой отзыв был своего рода клеймом и закрывал возможность публикаций. (Только спустя годы два отрывка их этой диссертации «Духовный стих “Плач Адама на иконе”» и «Надписи на иконах праотеческого ряда и апокрифические “Заветы двенадцати патриархов”» были опубликованы в ТОДРЛ). Сергеев избрал путь, который избирали в это, по выражению Ахматовой «догутенберговское время», многие, — доносить до других свои мысли без помощи печатного станка с помощью устного слова. Но сделать это было тоже непросто — всякое устное слово могло быть обращено к сколько-нибудь обширной аудитории только официально, оно тоже было подконтрольно. Горячее желание донести до других понятое и узнанное им об иконе, блестящее владение материалом, замечательный дар слова и, безусловно, человеческая и гражданская смелость помогли ему сделать это в официальных публичных лекциях, которые он читал как сотрудник Рублевского музея, где в названиях не было даже слов «икона» и «иконопись». Чаще всего это были «школы древнерусского искусства» или «памятники этого искусства определенной исторической эпохи».
Раскрывая официальную тему, он одновременно доносил до слушателей абсолютно новый (а, на самом деле, древний) взгляд на икону, открывавший в верности церковному предназначению источник ее «смысловой красоты».
Обращаясь к древнерусским образам Спасителя, Сергеев учил видеть, как с помощью иконописного языка каждый раз по-разному, но неизменно является здесь в Его истинно человеческих чертах и Его таинственная Божественная природа, созидается тем самым образ воплотившегося Бога.
Помогал он осознать и то, что с помощью лишь иконописи присущих художественных приемов Богородица, Мать, давшая плоть вочеловечившемуся Сыну, изображаемая на иконах в своем земном узнаваемом облике, предстает здесь подлинной Царицей Небесной, помогал увидеть, что так же благодаря приемам иконописного искусства Ее неизменная молитва к Сыну раскрывается как дарующая надежду молитва за всех и каждого, кто предстоит иконе.
Обращаясь к иконам на самые разные сюжеты, Сергеев увлекал тем, как с помощью всё того же неизменного в своих основах языка иконописи с бесконечным разнообразием изображалось на них то невидимое простым зрением преображение, которое творит в человеческой личности святого и во всем окружающем его мире благодать воплотившегося ради людского спасения Бога.
Лекции Сергеева очень быстро обрели популярность. Они впервые отвечали на те вопросы, которые возникали тогда у всех (независимо от образования) кто начинал интересоваться отделенной веками забвения иконой, пытаясь понять ее необычный, загадочный язык. Лекции отвечали и всё более широкому, нарастающему в обществе интересу к своей истории, к древней христианской православной культуре, а вслед за тем — и к самому христианству, к православию.
Сергеев читал свои лекции и в Рублевском музее, и от обществ «Знание» и «Охраны памятников», в домах культуры, исследовательских институтах, библиотеках. Сложился постоянный, всё время растущий круг слушателей этих лекций: учителя, врачи, инженеры, военные, студенты-гуманитарии и просто студенты, ученые разных специальностей, в том числе очень крупные. Завсегдатаем лекций молодого сотрудника маленького музея был, например, академик Б. В. Раушенбах. Без всякой рекламы и даже без простой информации люди телефонными звонками, самодельными объявлениями в разных учреждениях сообщали друг другу о лекциях, залы на них были постоянно переполнены. В какой-то момент Сергеев читал свои лекции даже на частных квартирах, но делал это нечасто. Они давали ему, конечно, большую свободу, но были очень опасны т. к. всякого рода сборища на частных квартирах были строго запрещены, за них полагалась судебная ответственность.
Конечно, лекции Сергеева и его популярность были замечены властями, и у него из-за этого возникали неприятности, но до поры до времени они ограничивались лишь разного рода придирками и порицаниями со стороны администрации музея. Все 70-е годы и начало 80-х годов лекции Сергеева неизменно оставались одним из важнейших явлений в культурной жизни Москвы.
Во многом благодаря завоеванной им известности Сергееву в середине 70-х годов удалось читать не только публичные, общедоступные лекции, официально предназначавшиеся непрофессиональной публике. Он был приглашен на филологический факультет МГУ прочесть спецкурс на основе исследований надписей на иконах. Это удалось сделать, использовав своего рода «эзопов язык». Иконы были переименованы в «древнерусскую живопись», надписи — в «древнерусскую литературу», и спецкурс официально был посвящен связи между тем и другим. Через некоторое время этот спецкурс с небольшими изменениями был прочитан и на искусствоведческом отделении исторического факультета МГУ. Спецкурс не только пользовался популярностью у студентов обоих факультетов, но для многих из них определил на долгие годы сферу их научных интересов. Его посещали и студенты, и сложившиеся учёные; так, слушательницей спецкурса Сергеева была, например, крупнейший специалист по искусству Новгорода Э. С. Смирнова.

### Научная деятельность и публикации
Серьезный профессиональный интерес вызвала в те годы и деятельность, которую Сергеев вёл в музее как его сотрудник. Он организовал работу над каталогом молодой, недавно собранной музейной иконной коллекции. Под его руководством эта работа превратилась в серьезную научную деятельность.
Часто самостоятельные исследования ложились в основу традиционных граф каталожного описания. На руководимые Сергеевым заседания, посвященные этой сугубо будничной работе, приходили сотрудники всех музеев, в которых существовали коллекции древнерусской иконописи — Третьяковской галереи, Исторического музея, Музеев Московского Кремля.
В 70-х годах Сергеев в широких кругах, связанных с древнерусским искусством обретает авторитет знатока иконы. К его «знаточеству» с вопросами о датировке и атрибуции икон, о материальном состоянии самой живописи часто обращаются любители искусства, коллекционеры, много значит его мнение и для коллег-искусствоведов. С ним советовались по профессиональным вопросам, с ним вместе часто разбирались в том, что происходило с живописью на иконной доске за века ее существования, такие знаменитые работавшие в Музее реставраторы как И.В.Ватагина, И.В.Брягина, А.В.Кириков.
Очень медленно, подспудно, неравномерно, но менялось время, и Сергеев получил возможность не только устно излагать свои мысли. В 1974 г. вышла книга, написанная Сергеевым в соавторстве с Л. М. Евсеевой и И. А. Кочетковым, — «Живопись древней Твери». Живопись эта была мало изучена и мало известна, и книга построена во многом на экспедиционных находках и открытиях Рублевского музея; она вводит в обиход тверские памятники, определяет место самой тверской живописи в общей картине древнерусского искусства. В книге, написанной тремя авторами, трудно выделить сделанное одним из них, но широкое использование здесь литературных источников иконописи, выразительные описания «смысловой красоты икон» вернее всего обязаны своим появлением Сергееву. Все это очень малое, подцензурное, но всё-таки выражение всего того, чего он достиг в изучении иконописи и о чем говорил в своих лекциях.

### «Рублев»
К 1981 г. время изменилось настолько, что в издательстве «Молодая Гвардия» в серии ЖЗЛ вышла книга Сергеева «Рублев», где, в совершенстве овладев «эзоповым языком», он сумел выразить многое из того, что понял и открыл в древнерусском искусстве.
Литературный талант и замечательное знание русской православной культуры, в том числе её обычаев, её обихода, позволили Сергееву при всей скудости дошедших до нас сведений о Рублеве создать его настоящее жизнеописание. Облекаются в книге в живую плоть многие исторические события, современные жизни Рублева, с убедительной достоверностью изображаются упоминаемые в исторических источниках немногие события его жизни: работа в Благовещенском соборе Московского Кремля, в Успенском соборе во Владимире, в Спасском соборе Андроникова монастыря, труды «по умолению» игумена Никона в Троице-Сергиевом монастыре и создание «Троицы». Но кроме того эти события автор дополняет событиями, нигде не упомянутыми, но которые обязательно должны были произойти в жизни Рублева, иконописца-монаха: убедительно достоверны в книге рождение и крещение художника, обучение его «святому ремеслу», пострижение в монахи, особенно пронзительна эта достоверность в сценах отпевания и погребения художника.
Обращаясь к произведениям великого иконописца, автор открывает их художественный смысл, не употребляя специфических искусствоведческих терминов. Он просто описывает их, и эти описания делают понятным, как в каждом произведении Рублева, в его иконах и фресках, своего высшего проявления достигает творимая иконописью «смысловая красота». А достоверность, с которой изображен здесь сам труд художника, все приемы «святого ремесла» делают для читателя зримым, захватывая его, материальное созидание этой духовной красоты.
Значение книги не исчерпывается тем, что она является прекрасным художественным жизнеописанием Рублева. Представив его произведения как высшее проявление традиционного искусства иконописи, а жизненный путь — как сложившийся в веках путь иконописца, она тем самым отвечает на вопросы «что есть иконопись?» и «что есть создавший её древнерусский художник-иконописец?»
Книга Сергеева «Рублев» имела огромный успех, моментально разошёлся её стотысячный тираж, она стала подлинным событием. «Рублева» стали очень быстро переводить и издавать в других странах (Италия, Франция, Болгария). Книгу очень высоко оценил Л.А.Успенский, после её выхода знакомство его с Сергеевым превратилось в настоящую дружбу. Именно Сергеева Успенский назначил своим душеприказчиком и публикатором своего архива.
Но время менялось не только медленно, но и крайне неравномерно, непредсказуемо. Именно после выхода «Рублева», книги не просто «цензурированной», но вышедшей в официальном издательстве при ЦК ВЛКСМ «Молодая Гвардия», у Сергеева начались серьезные неприятности. В 1981 году появилась разгромная статья А.А.Шамаро в «Науке и религии», в музее мелкие придирки администрации сменились настоящей травлей, собирались месткомовские прорабатывающие собрания, сотрудница, порекомендовавшая на лекции слушателям «Рублева», получила выговор. Затем пришло прокурорское предписание уволить Сергеева из Музея древнерусского искусства имени Андрея Рублева. Предписание удалось отбить — откровенно лживым было его обоснование, но Сергееву высшим начальством было «посоветовано уйти», что он и сделал в том же 1981 году.

### Литературная и издательская деятельность после ухода из музея
К счастью, к этому времени на волне успеха «Рублева» Сергеев вступил в Союз писателей, иначе «уход в никуда» мог стать поводом для обвинения в тунеядстве, что грозило судебным преследованием. Так или иначе, освободившись от музейной работы, Сергеев обратился к писательской литературной деятельности.
В 1982 г вышла его книга «Дорогами старых мастеров», рассказывающая об экспедиционной работе по собиранию икон. «Хочется представить читателю, — писал он в предисловии к ней, — живую атмосферу труда музейщика, собирателя старины». И он выполнил эту задачу, рассказав о радости находок, о порой невероятных открытиях древних икон, о том, как местные предания, сохранившиеся древние обычаи, сама местная природа помогали представить себе жизнь, в которой родилась и долгие века существовала найденная икона. Сумел автор приобщить читателя и к обретённому им самим в экспедициях ощущению того «как малая история выливается ручейком в великий поток истории России», сумел он приобщить его и к особому чувству «земли, почвы», обретенному им в экспедиционных странствиях.
Время продолжало меняться, и в 1991 г. сменилось окончательно — была объявлена свобода слова. В 1992 г. Сергеев с энтузиазмом принял предложение только что созданного Товарищества русских художников, провозгласившего своей целью сохранение и возрождение национальной культуры, стать главным редактором журнала, получившего название «Златоуст». Приступив к исполнению своих обязанностей в журнале, Сергеев прежде всего предоставил печатный станок произведениям, ходившим в рукописях в Самиздате, представлявшим яркие явления существовавшей подпольно современной православной культуры. В первом же номере начал печататься знаменитый теперь роман анонимного автора «Отец Арсений», помещены в нем были ныне хорошо известные стихи иеромонаха Романа (Матюшина).
Помещена была и статья жившего в Англии митрополита Сурожского Антония (Блума), произведения которого прежде доходили до советского читателя в рукописном самиздатовском варианте. Зазвучали в журнале голоса погибших в годы репрессий: были напечатаны подготовленное к публикации Сергеевым «Слово об иконе» выдающегося русского художника, одного из первооткрывателей иконы и зачинателя ее возрождения В.А.Комаровского, расстрелянного в 1937 г. на Бутовском полигоне и сбережённые дочерью «Воспоминания» священника Сергия (Сидорова), погибшего за веру в застенках НКВД.
В свободе от советских идеологических норм по-новому трактовались в помещенных в журнале статьях русская история и история Церкви, а также ставшие актуальными в связи с вопросом о возвращении Церкви принадлежавших ей культурных ценностей проблемы взаимоотношений Церкви и культуры. Рассказом о практическом и при этом очень гармоничном решении такой проблемы, о отмеченном подлинным чудом возвращении Церкви собора Св. Софии в Новгороде, явилась помещенная во втором номере статья Г.Р.Столовой «Новгородское чудо».
Уже по выходе в свет первых двух номеров «Златоуста» стало понятно, что Сергеев сдержал обещание, данное в «Слове к читателю», предварявшем первый номер: «Обещаю чтение интересное, общедоступное, но добротное, серьезное, отвечающее животрепещущим поискам и чаяниям современности и одновременно приобщающее к тем духовным и культурным ценностям, от которых мы были так далеко и так искусственно оторваны».
Существование журнала «Златоуст» ограничилось двумя номерами. Товарищество русских художников обанкротилось, ассигнованные на издание деньги исчезли. Узнать, как это произошло и кому было выгодно, оказалось невозможным, и тем самым невозможным оказалось и финансирование шести уже подготовленных к изданию номеров. Журнал «Златоуст» перестал существовать.

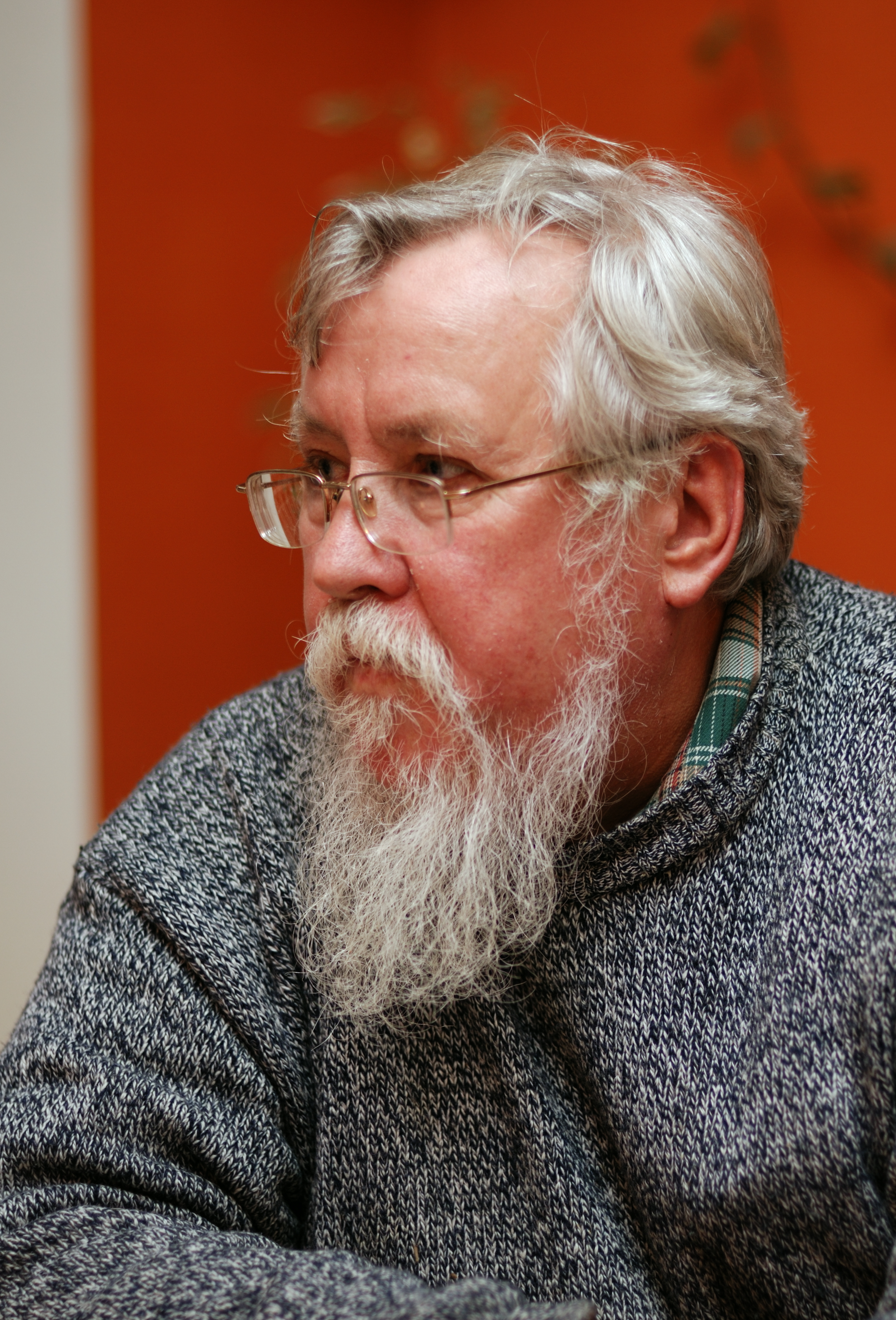
В.Н.Сергеев, 2007 год

### Отношение к современному иконописанию
В 90-е годы, стремясь к тому, чтобы вновь возникшее и бурно развивающееся в связи с открытием церквей и увеличением числа верующих иконописание шло в русле древних традиций и тем самым положило начало подлинному возрождению иконописи, Сергеев стал принимать в нем практическое участие, что продолжалось до самой его кончины. Так, он консультировал иконописцев, работавших в мастерской, организованной при восстановленной московской церкви Св. Николая в Клённиках. Затем у него сложилась своего рода бригада, в которую вошли два молодых талантливых художника-иконописца Г.Ю.Лощиц и С.Ю.Бурлаков. Под непосредственным руководством Сергеева, по созданным при его участии проектам ими были выполнены 4 иконостаса для восстанавливаемого храма Рождества Богородицы в Старом Симонове, иконостасы храма Новомучеников и исповедников российских на Бутовском полигоне, иконостас храма Казанской Божией Матери в себе Игуменка Тверской губернии, иконостасы храма Андрея Стратилата Села Сулость Ростовского района Ярославской области, иконостас для Липецкого Древле-Успенского монастыря, иконостас церкви Исидора Блаженного в Валах города Ростова Великого. До сих пор идут работы над иконостасом по его проекту для церкви села Пречистое под Ростовом.
Желание всеми силами помочь вновь возникшему иконописанию, положить начало возрождению великого искусства православной иконописи побуждает Сергеева тщательно осмысливать все, что было сделано для этого. В девяностые и двухтысячные годы в своих статьях для Православной Энциклопедии и периодических изданий вновь обращается он к трагически прерванному творчеству русского художника-иконописца XX века В. А. Комаровского, к творчеству художников-иконописцев того же столетия, живших в эмиграции: инока Григория (Круга) и Е.Е.Климова. Последнему он посвятил монографию, законченную в 2018 г. Вновь и вновь возвращался он к наследию Л.А.Успенского, публикуя материалы из его архива.

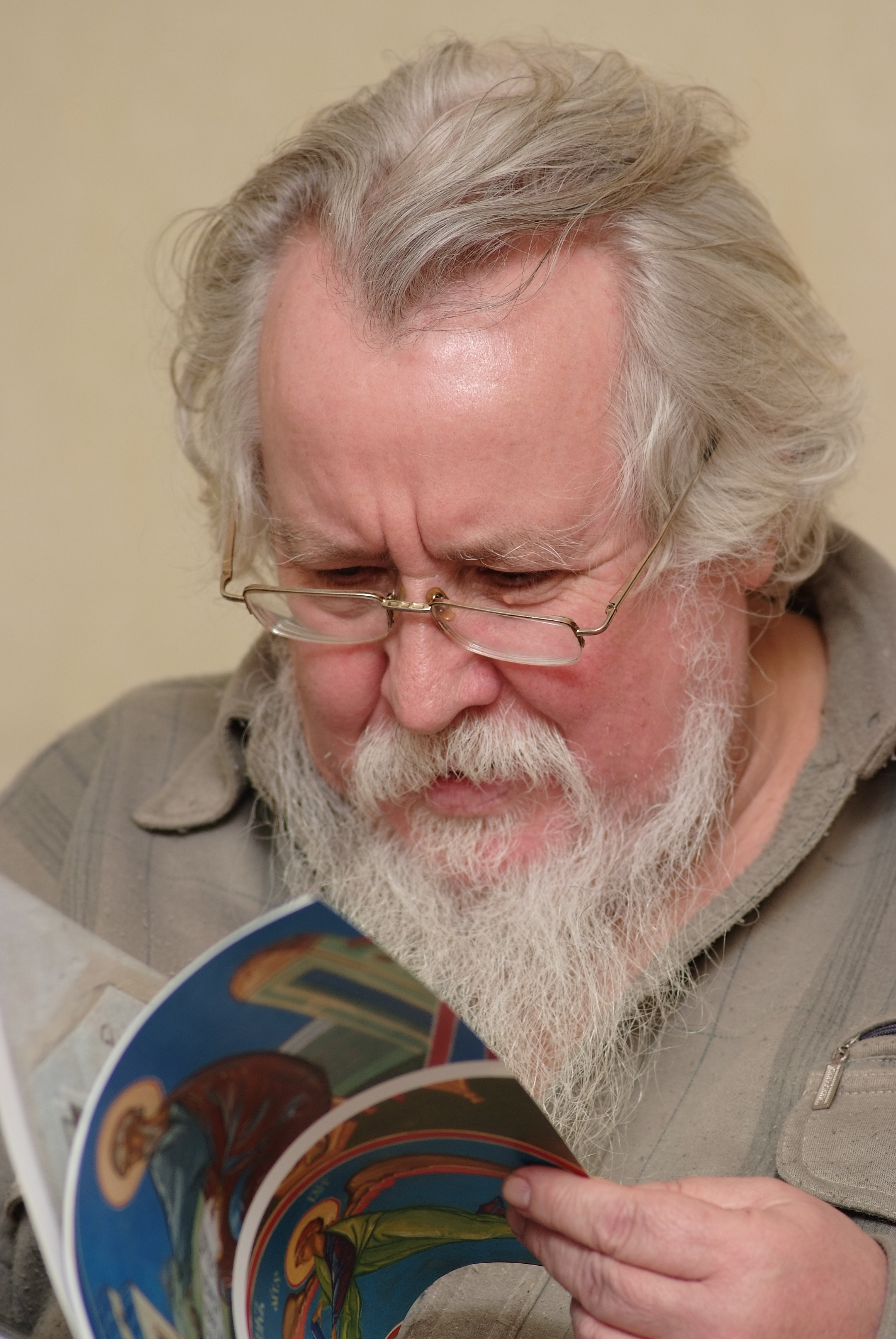
В.Н.Сергеев, 2009 год

## Вклад в науку об иконе
Сергеев внес безусловный вклад в тот поворот к национальной православной культуре, который начался в обществе в 60-е годы, много потрудился он для её восстановления и возрождения. Но Сергеев именно в верности православной вере сумел обогатить и собственно саму науку о древнерусском искусстве. Азбучной истиной стало впервые предпринятое и обоснованное им обязательное изучение при исследовании иконы всех находящихся на ней надписей, лежащего в их основе христианского слова.
Сергеев так активно пропагандировал сформулированный Успенским православный взгляд на икону, так успешно доказывал плодотворность этого взгляда всем своим творчеством — и своими лекциями, и своими научными, сугубо академическими статьями, и своими обращенными к широкому читателю художественными произведениями, — что во многом именно благодаря ему этот взгляд был воспринят наукой светской.
Чрезвычайно серьезный и глубокий подход Сергеева к каталогизации, осмыслению иконных коллекций, сложившийся у него в силу глубочайшего уважения к иконе, оказал влияние на многих занятых этой деятельностью научных сотрудников музеев.
Сейчас в науке активно работают искусствоведы, называющие себя «учениками Сергеева», «школой Сергеева». Среди них можно назвать таких серьезных исследователей, как В.А.Меняйло и Н.Н.Чугреева.
Сергеев умер 29 апреля 2018 года в Ростове Великом и похоронен на кладбище села Пречистое в 60 км от города.

## Сочинения
- Рублев. Серия ЖЗЛ. М.: Молодая гвардия, 1981, 1984, 1990.
- Дорогами старых мастеров: Библиотека журнала «Молодая гвардия». М.: Молодая гвардия, 1982.
- Живопись стремится заговорить // Русская речь: Издание Академии наук СССР; № 3. 1970. С. 85-89;
- Духовный стих «Плач Адама» на иконе // ТОДРЛ. Т. 26. Л., 1971. С. 279–286;
- Надписи на иконах праотеческого ряда иконостаса и апокрифические «Заветы двенадцати патриархов» // ТОДРЛ. Т. 29. Л., 1974. С. 306–320;
- Преподобный Ферапонт Белозерский, Можайский. (Под всевд. А.Вольгин) // ЖМП. 1976. № 6. С. 76-80;
- Живопись древней Твери / Early Tver Painting (в соавт. с Л.М.Евсеевой и И.А.Кочетковым). М.: Искусство, 1974, 1983.
- Музей древнерусского искусства имени Андрея Рублева. Путеводитель (на английском, французском и немецком языках; в соавторстве с Л.М.Евсеевой). М.:Советская Россия, 1970.
- Комментарий к статье Н.Н.Пунина «Андрей Рублев» // Пунин Н.Н. Избранные труды по русскому и советскому искусству. М. «Советский художник». 1976. С. 3, 48-55;
- Литературный источник рисунка XVII в. работы Василия Кондакова // ТОДРЛ. Т. 32. Л., 1977. С.332-337;
- Новые открытия в Рублевском музее // Памятники Отечества. Сб. статей. Вып. 3. М., 1977. С. 77-88;
- Савватий Оршинский. XVI век. Тверь // Отчий дом. М. 1978;
- Звенигородский чин. Глава из книги «Рублев» // Памятники Отечества. Вып 1. 1980. С. 113 – 121;
- Об одной особенности в иконографии ветхозаветной «Троицы» // Древнерусское искусство XV-XVII вв. Сб. статей М.: Искусство, 1981. С. 25–31;
- Покаянный стих «Зрю тя, гробе» в литературе, живописи и музыке XVII века (в соавторстве с Т.Ф.Владышевской). Там же. С. 108–117;
- К вопросу об атрибуции иконы «Апостол Павел» XV века из села Чамерово // Там же. С. 155-156;
- Живопись XVI–XVIII веков из окрестностей реки Мсты (в соавторстве с Н.А.Барской) // Памятники культуры. Новые открытия. М., 1982. С. 275-292;
- Рубльов. София: Блгарски художник. 1984;
- О надписях к изображениям «еллинских мудрецов» // ТОДРЛ. Т. 38. Л., 1985. С. 326-330;
- Фантазии знатока (В соавторстве с Н.А.Барской) // Декоративное искусство. 1985. № 11 (336). С. 48-49;
- Rubliov. Budapest: Gondolat, 1987;
- Сердечный поклон // Селезнев Юрий. Память созидающая. Литературно-критические статьи. Воспоминания о Ю.И.Селезневе: Краснодарское книжное издательство, 1987. С. 242-254;
- К цельности взгляда. Интервью // Слово. № 3. 1989. С. 84-88;
- «Вместо предисловия» к статье С.И.Четверухина «Дмитрий – царевич // Прометей. Литературно-художественный альманах. Т. 16. 1990. С. 423;
- Das Heilige Handwerk. Leben und Werk des Ikonenmalers Andrej Rubljow. Friburg, Basel, Wien: Herder Verlag, 1991;
- Годовой круг праздников «Введение во храм» // Юный художник. № 4. 1991. С. 36-40;
- Годовой круг праздников «Благовещение» // Юный художник» № 7. 1991. С. 12-16;
- Годовой круг праздников. «Рождество Христово» // Юный художник. № 10.1991. С. 36-39;
- Годовой круг праздников «Сретение» // Юный художник. № 1. 1992. С. 38-41;
- Икона в церкви и культуре: антитеза или синтез? // Святыни и культура. М., 1992. С.26-29;
- «Три любви» художника Климова // Златоуст. №1. 1992. С. 171-176;
- Владимир Алексеевич Комаровский – иконописец XX столетия // Златоуст. № 2. 1993. С. 234–241;
- Andrej Rublev. Milano: La Casa di Matriona, 1994;
- Русские православные праздники: Знание, М., 1996;
- Григорий (Круг) // Православная энциклопедия. Т. 12. М., 2006. С. 575–577;
- Иконное дело (по материалам архива Л.А.Успенского) // Проблемы современной церковной живописи, ее изучения и преподавания в Русской Православной Церкви. М., 1997. С. 71–83;
- Современное иконописание и проблемы экуменизма (по материалам архива Л. А. Успенского) // Христианское искусство. Сб. Статей. Вып. 3. М. 1999. С. 17 – 31: Рублев. М.: Терра-клуб, 1999;
- Мыслитель и проповедник в Русском Париже. Памяти Л.А.Успенского // Московский церковный вестник. № 117 (246) сентябрь 2002;
- Л.А.Успенский в Финляндии // «Светильник». Религиозное искусство в прошлом и настоящем. Ноябрь-декабрь 2002. С. 18–24;
- Об одном иконологическом споре XX века // Хоругвь. Сб. статей. Вып. 7. 2002. С. 17–23:
- Андреj Рубльов. Београд, 2005;
- Рецензия на изд.: Е.Е.Климов. Избранные работы. Рига. 2006 // Записки русской академической группы в США. Т. 34. Нью-Йорк. 2006-2007. С.297–299;
- Кожинов и другие // Вадим Кожинов. Сто рассказов о великом русском: Алгоритм, М., 2012. С. 280-291;
- Андрей Рублев. Серия ЖЗЛ. Издание исправленное и дополненное. М.: Молодая гвардия, 2014;
- Климов Евгений Евгеньевич // Православная энциклопедия. Т. 35. М., 2014. С. 681-684;
- Комаровский Владимир Алексеевич // Православная энциклопедия. Т. 36. М., 2014. С. 500–503;
- Мозаичная икона «Троица» по эскизу Е.Климова. История создания. Художественные особенности // Псковский летописец. Краеведческий альманах. Псков, № 1 (9) 2014. С. 13-27;
- Андрей Рублев. Вновь вспоминаю… // Новая книга России. № 7. 2014; С.12-21;
- О Евгении Климове // Новая книга России. Февраль № 2 (242). 2015. С. 9–13;
- Памяти В.Г.Распутина // Наш современник. № 4. 2015. С. 20;
- Поездка в Псков. Эпизод из жизни выдающегося художника русского Зарубежья Евгения Евгеньевича Климова (1901-1990) // Московский журнал. 2015. № 6. С. 89–97;
- Владимир–иконописец // Наш современник». 2015. № 11. С. 279–286;
- Андрей Рублев. Серия «Живописная Россия». М.: Молодая гвардия, 2015 (номинация на Патриаршую литературную премию 2016 г.);
- Евгений Климов. Главы из книги // Дорога к Небу. Поэзия и проза лауреатов и номинантов Патриаршей литературной премии М., 2016. С. 323–357;
- Отец Иоанн Крестьянкин. 1946 год //. Сб. Шестые Псковские региональные краеведческие чтения. Кн. 2. Псков - Москва, 2016. С. 390-394;
- Рецензия на изд.: Родные отражения. По страницам альбомов семьи Случевских в годы эмиграции // Записки Русской академической группы в США. Т. 39. Нью-Йорк. 2016. С. 436-441;
- «В мутном потоке чтива…». Интервью // Православное книжное обозрение. Май 2016. С. 50-51;
- Souvenirs sur Lydia et Leonid Ouspensky // Makhrova G., Lossky V., Chantal Savinkov M, Sergueev V., Van Taack E. In Memoriam Lydia Ouspensky. Paris 2016. P.149-155;
- Памяти Антонины Комаровской // Православное книжное обозрение. 2016. № 9 (063). С. 24–35;
- Митрополит Антоний Сурожский и Леонид Александрович Успенский // «Учиться видеть»: Материалы Четвертой международной конференции 13-15 сентября 2003 г. М. 2017. С. 186-199;
- Традиция, идущая из глубины веков. Местночтимые святые, неканонизированные подвижники благочестия, «вживе сущие» на старинных и современных русских иконах // Московский журнал. № 5 (317) 2017. С. 36-41;
- Горькие судьбы // Кадашевские чтения. Сборник докладов конференции. XX. М., 2017. С. 69-75;
- «Страсти по Андрею». Глава из книги «Евгений Климов» // Новая книга России. 2017. № 9/207. С. 26-30;
- Памяти Леонида Успенского // Православное книжное обозрение. Сентябрь 2017. № 9 (074). С. 20-29;
- Дар государыни–инокини. История одного старопечатного издания // Угличская газета. 24 января 2018 г.;
- Дар государыни–инокини // Московский журнал. № 3. 2018.

## Воспоминания о нём
- Юрий Лощиц "Мой друг от шестидесятых (К 70-летию Валерия Сергеева)" (Лощиц Ю.М. Мой друг из шестидесятых. К 70-летию Валерия Сергеева // EIKΩN KAI TEXNH. Церковное искусство. Реставрация памятников истории и культуры Т. 2. М.: Новый Ключ, 2011. С. 260- 278)
- Виктор Гуминский "К 70-летию Валерия Николаевича Сергеева" (Гуминский В.М. Непрерывность жизни духа. // EIKΩN KAI TEXNH. Церковное искусство. Реставрация памятников истории и культуры Т. 2. М.: Новый Ключ, 2011. С. 279-293)
- Памяти искусствоведа Валерия Николаевича Сергеева
- 29 апреля скончался известный искусствовед и писатель Валерий Николаевич Сергеев // Некролог на сайте Музея древнерусского искусства имени Андрея Рублева
- Слово и образ: Памяти Валерия Николаевича Сергеева. М.: Русское слово, 2023